# 锁骨

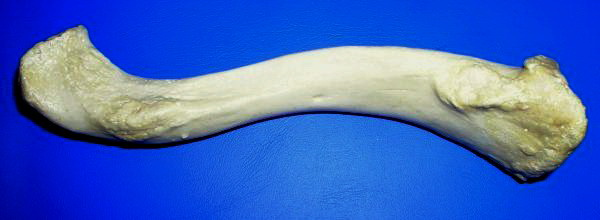
人的锁骨，仰视

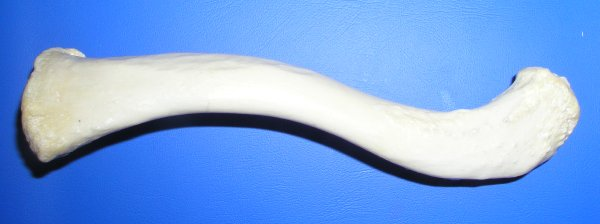
人的锁骨，俯视

锁骨 （英文：Clavicle；拉丁文：Clavicula；台語漢字：胸掛骨/ hing-kuà-kut）是爬行动物、鸟类和哺乳类动物肩胛带三骨之一。硬骨鱼身上已经有其痕迹，但两栖动物却没有锁骨。除了锁骨，还有喙状骨和肩胛骨，共同组成肩胛带。
人的锁骨长度与从手腕到中指尖距离相近，但一些哺乳类动物的锁骨却显得不完整。灵长类动物，攀缘动物，啮齿类动物和兔形目的锁骨都属于发育完整一类，在它们身体，锁骨以关节的形式连接胸骨和肩胛骨，成为躯干和上肢的连接。
猫的锁骨退化为一块陷于锁头肌（Musculus cleidocephalicus）之中，没有与肩胛骨形成关节连接。而其他的一些哺乳类动物（如马，偶蹄目动物，狗）则退化为一块陷于此肌肉的一块肌腱。
大部分的鸟的两块锁骨融合为v形的叉骨（Furcula），飞行的时候，叉骨将会如弹簧一样将肩关节分开。

## 人的锁骨
人的鎖骨为S状弯曲的细长骨，是颈与胸两部分界的体表标志，全长可于皮下触及。鎖骨是上肢与躯干间唯一的骨性聯繫，負責支撑肩胛骨并将肩关节维持在正常位置，同时增加上肢的活动范围以提高灵活性。分布至上肢的大血管和神经均在锁骨中段后方通过，即锁骨下动静脉与臂丛锁骨下部，此外锁骨下肌也位于此处。

## 疾病
锁骨容易发生骨折，儿童多见，骨折时肩关节失去支持，呈下垂、内移和向前移位的畸形。
当人的肩膀受到撞击，上肢过渡被拉伸都会可能引起锁骨骨折。大约15 %的病例锁骨会完全折断。肉眼或触摸均可感受到裂口，上肢明显的被拉长还有头部的位置会有所改变。

## 外部連結
- 解剖學(Anatomy)-骨頭-clavicle(鎖骨) （页面存档备份，存于）